# Газала Джавєд
Газа́ла Джавєд (غزاله جاوید  нар.1 січня 1988 , Мінгора — пом.18 червня 2012, Пешавар) — пакистанська співачка і танцюристка.

## Біографія
Газала Джавєд почала кар'єру танцівниці в 2004 році. У 2008 році її сім'я переїхала в Пешавар через те, що в її місті почалися бої між бойовиками з руху Талібан і пакистанською армією. У цьому місті Джавєд почала співати на пушту. Останніми роками вона співала більше мелодійні пісні й стала відома серед населення провінції Хайбер-Пахтунхва.
7 лютого 2010 року Джавєд одружилася за продавцем нерухомості Джехангиром Ханом. Незабаром вона дізналася, що чоловік має ще одну дружину, в сім'ї почалися розбіжності. 18 листопада 2010 року співачка пішла від чоловіка у будинок батьків, а 12 жовтня 2011 року подала на розлучення. 4 грудня 2011 року вони були офіційно розлучені.
До і після розлучення чоловік неодноразово просив Джавєд повернутися до нього і погрожував їй. Джавєд відмовила йому, що призвело до її трагічної загибелі разом з батьком.
18 червня 2012 року 24-річна Газала Джавєд була застрелена разом зі своїм батьком бойовиками, що проїздили мимо на мотоциклі, коли вони виходили з салону краси в Пешаварі. Фархат Джавєд, сестра і дочка убитих, яка у момент їх вбивства знаходилася поряд з ними, оголосила, що вважає винним в злочин колишнього чоловіка сестри і нині він офіційно є головним підозрюваним в подвійному вбивстві.
19 червня 2012 року Газала Джавєд і її батько були поховані.